# Marrocos nos Jogos Olímpicos de Verão de 1968
O Marrocos participou dos Jogos Olímpicos de Verão de 1968, realizados na Cidade do México, México.